# Monestir de Veruela
El Reial Monestir de Santa Maria de Veruela és una abadia cistercenca del segle xii, situada prop de Vera de Moncayo, a la província de Saragossa, Espanya.

## Història
El 1141, Pedro de Atares, com a resultat d'una promesa, va donar les valls de Veruela i Maderuela als monjos de Scala Dei perquè es fundés un monestir sota l'advocació de la Verge Maria.{{refn|group=lower-alpha| altres documents. La donació comença: Ego Petrus Taresa cum matre mea facio hanc cartam donationis et confirmationis vobis, abbati Scalae Dei (Jo, Pere Teresa amb la meva mare faig aquesta carta de donació i confirmació a vós, abat de Scala Dei).  Tanmateix, l'orde del Cister no va donar el permís perquè es procedís a la fundació fins al 1145. La donació va ser confirmada en 1155 per Ramón Berenguer IV.
Els monjos cistercencs van trobar en els llavors frondosos boscos del somontano del Moncayo el silenci i la solitud que la seva regla monàstica exigia, a més d'altres elements fonamentals per a la vida cistercenca: pedres -les pedreres de la zona- i aigua -la del riu Huecha o La Huecha-. Aquest riu va ser, precisament, l'eix de l'articulació de la senyoria verolense. Veruela, com a senyor de vassalls, tenia les localitats d'Ainzón, Alcalá de Moncayo, Bulbuente, Litago, Pozuelo d'Aragó i Vera de Moncayo, a més de posseir una granja a Magallón (coneguda com a Granja de Muzalcoraz), sense oblidar que fins al 1409 va posseir també Maleján. Totes aquestes possessions convertien la institució senyorial de Santa Maria de Veruela en el gran senyor de la Vall de La Huecha i de les actuals comarques de Borja i Tarazona.
Veruela va ser abandonada pels cistercencs el 1835, per la desamortització, el qual va propiciar la seva destrucció i l'abandonament del cenobi. No obstant això, una junta de conservació formada per gent de Borja i Tarazona van impedir la seva ruïna total i gràcies a la creació d'un hostal van poder conservar el monument. A l'esmentat hostal hi freqüentava durant la segona meitat del segle xix l'alta societat saragossana i il·lustres personatges com els germans Bécquer, Gustavo Adolfo i Valeriano -el pintor-; ambdós van trobar a Veruela, el lloc romàntic per excel·lència, que els va inspirar part de la seva obra sorgint així obres com a Rimas y Leyendas, o la col·lecció de gravats del pintor. Gustavo també va publicar diversos articles periodístics a la premsa de l'època. Indubtablement la presència del poeta ha atorgat a Veruela la universalitat de la qual avui gaudeix, cosa que no va aconseguir ni la llarga presència cistercenca (1145-1835), ni l'estada jesuítica al període (1877-1975).
De 1835-1877 els edificis estaven en mans del clergat secular. A partir d'aquesta data van ser ocupats pels jesuïtes que gràcies al suport de la duquessa de Villahermosa, van restaurar l'església i el monestir. Dels jesuïtes que vivien a Veruela, el Pare Costa fou teòleg del Concili Vaticà I; Lluís Ignasi Fiter va reviure les Congregacions Marianes a Espanya; i Antonio Rota, més tard secretari de la Companyia de Jesús, fou el rector de Veruela, quan en 1888 fou coronada la imatge de la Mare de Déu.

## Arquitectura
El conjunt comprèn una església abacial amb una sòbria façana en un estil de transició romànic-gòtic. A l'ampli interior, d'estil ja clarament gòtic, destaquen una capella plateresca amb una porta esculpida i, just davant, la porta rococó de la sagristia. El claustre per la seva part, és d'estil gòtic flamíger amb un cos superior d'estil plateresc. La sala capitular acull els sepulcres dels 15 primers abats del monestir.

## Galeria d'imatges

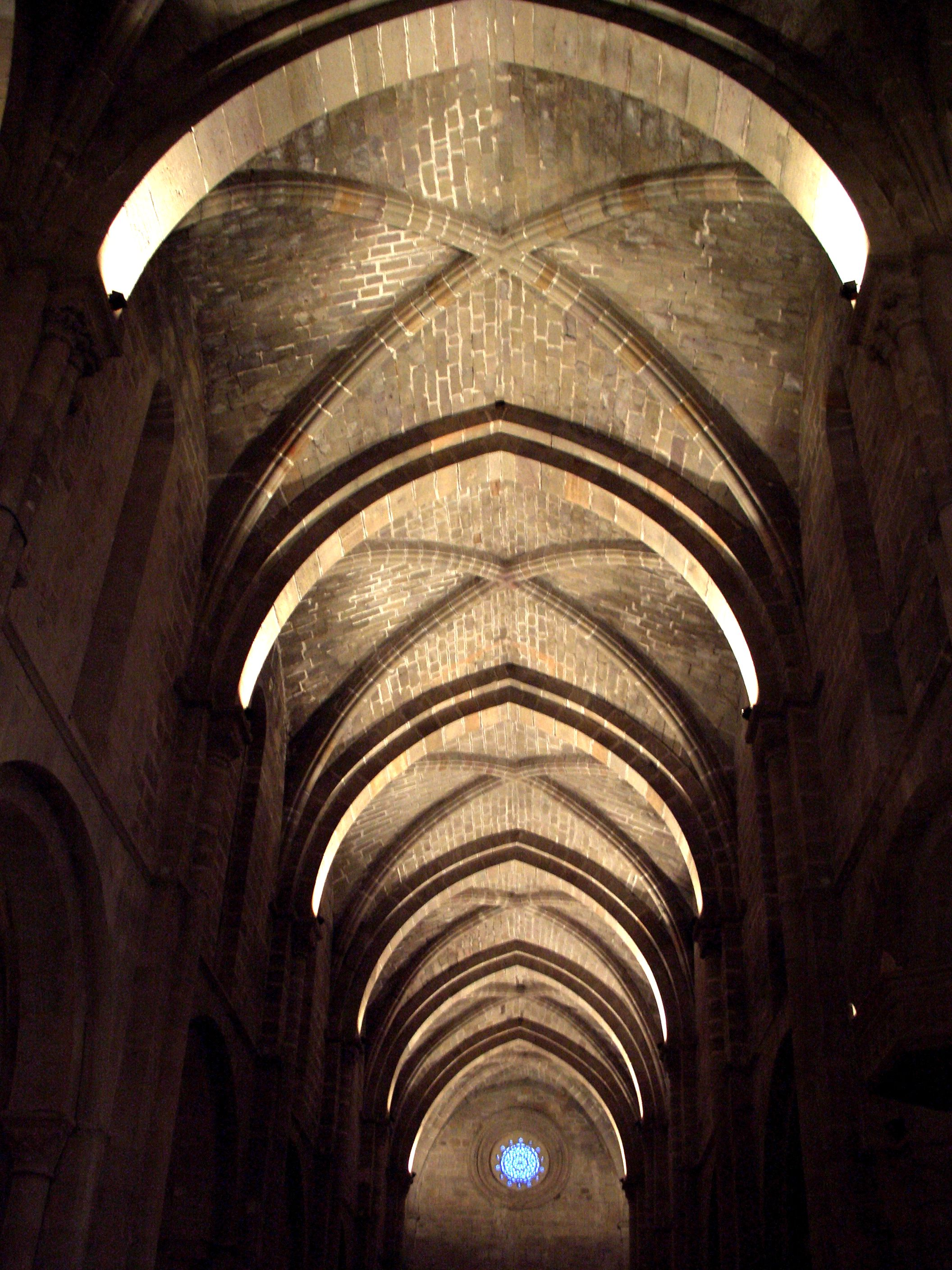
Voltes de la nau
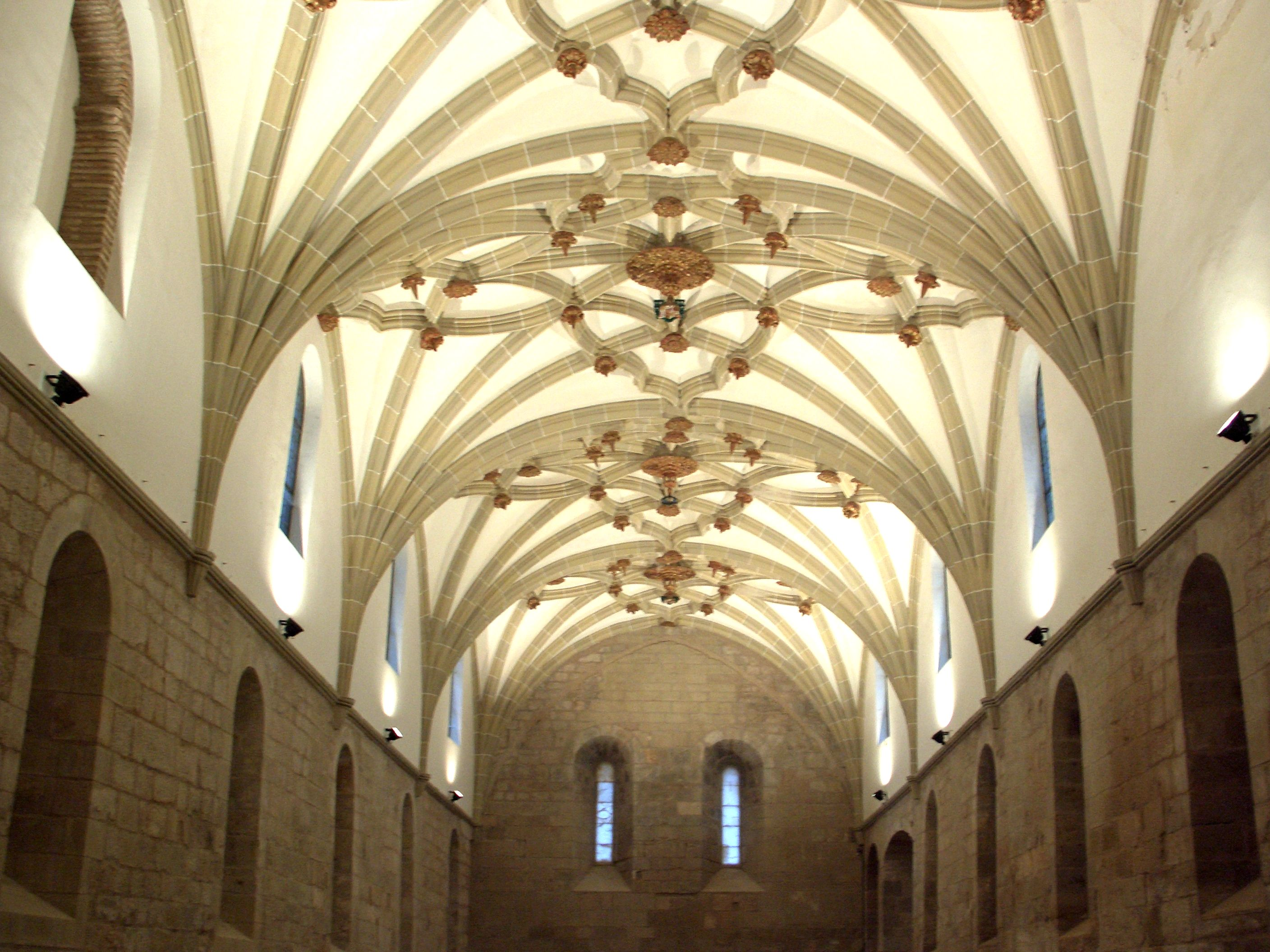
El refectori
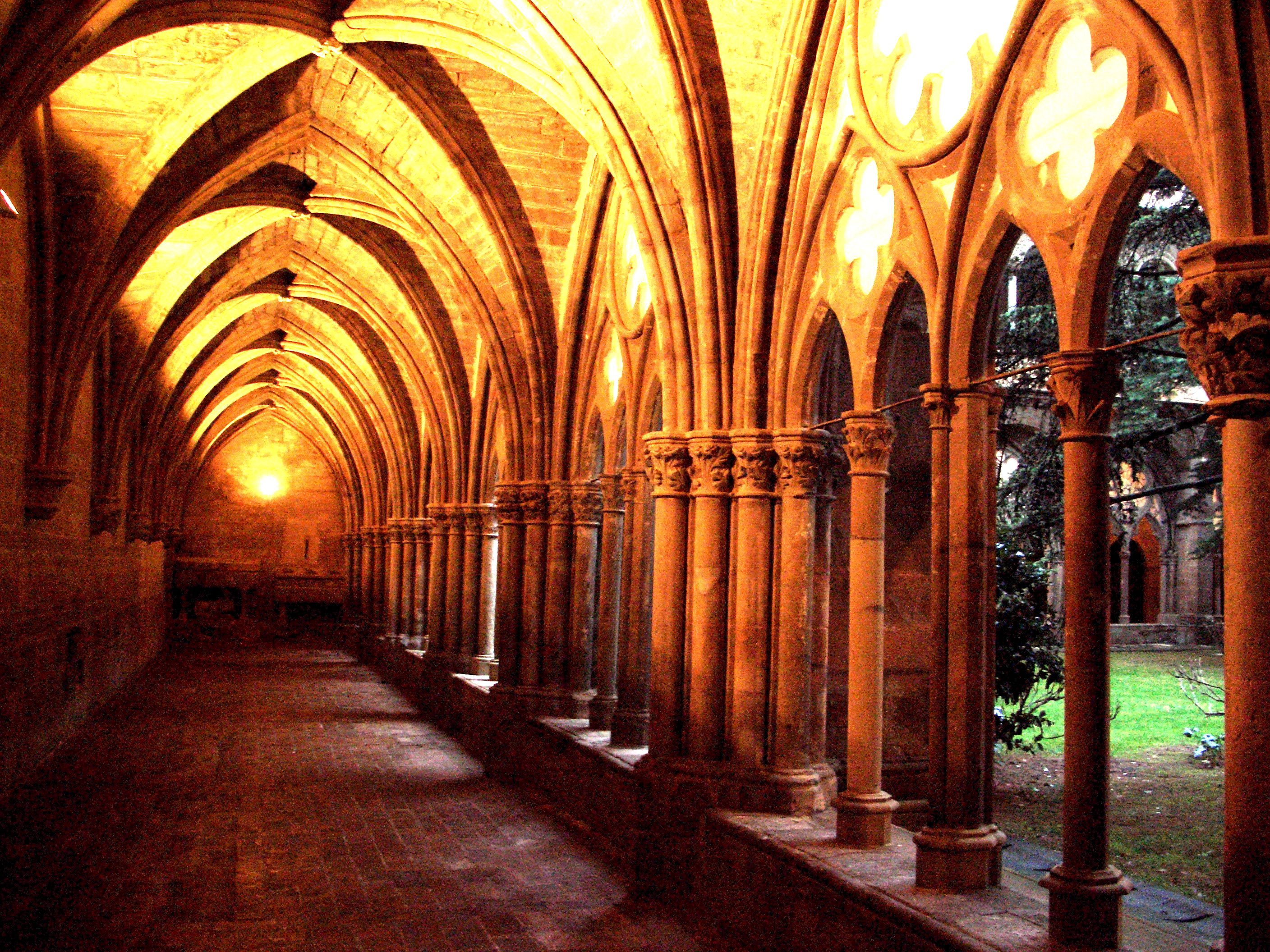
El claustre